# Пашуканіс Євген Броніславович
Пашуканіс Євген Броніславович (10(22) лютого 1891, м. Стариця, тепер Тверська обл. — 4 вересня 1937) — російський правознавець і державний діяч, доктор державних і правових наук з 1935. Розробник нового радянського права. Член ВКП (б), був заступником Наркома юстиції СРСР, проживав в Москві на Покровському бульварі, 14 / 5-21.